# Hojo Takatoki

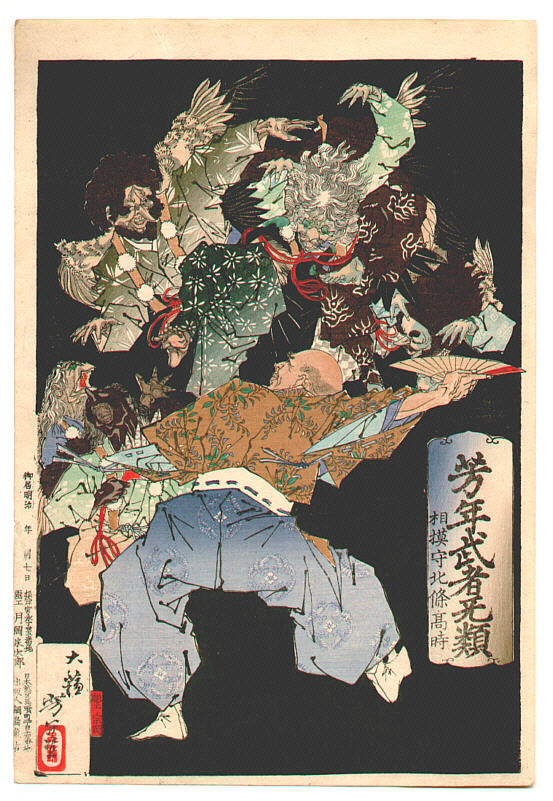
Hojo Takatoki vecht met een groep tengu.

Hojo Takatoki (Japans: 北条高時) (1303 - 23 mei 1333) van de Hojo-clan was de veertiende shikken (regent) van het Japanse Kamakura-shogunaat en heerste van 1316 tot 1326. Als laatste tokuso (hoofd van de Hojo-clan) heerste hij de facto van 1311 tot zijn dood in 1333 bij het beleg van Kamakura. De shikken voor hem waren slechts zijn stromannen. Hij was een zoon van Hojo Sadatoki.
In 1311 werd Takatoki op achtjarige leeftijd tokuso. De echte macht lag in deze periode bij Adachi Tokiaki, zijn grootmoeder, en Nagasaki Takasuke, een minister. Takatoki werd ziek in 1326, enkele jaren nadat hij zelf de macht had overgenomen; het shogunaat werd in deze periode reeds aangevallen en zou binnen enkele jaren vallen. Takatoki trad af als shikken en trok zich terug als een boeddhistische priester, hoewel hij wel nog invloed zou hebben gehad aan het hof. In hetzelfde jaar verzocht de regering van het shogunaat keizer Go-Daigo af te treden ten gunste van zijn opvolger. Dit om de traditie van afgetreden keizers voort te zetten en de keizerlijke troon te laten alterneren tussen de twee takken van de keizerlijke familie. Go-Daigo koos er echter voor om niet af te treden, wat zou leiden tot de Nanboku-cho-oorlogen tussen de twee takken van de keizerlijke familie.
George Sansom beschrijft deze zet van het shogunaat als een "fatal blunder" - fatale blunder - en beschrijft Takatoki als "scarcely sane. His judgement was poor, his conduct erratic. He indulged in extremes of luxury and debauch...". In 1331 was Takatoki het niet eens met zijn adviseur Nagasaki over hoe te reageren op het Burei-kō plot, waarin leden van de Hino-clan, loyaal aan keizer Go-Daigo, samenzwoeren tegen het shogunaat. Dit zou slechts een van de vele gebeurtenissen zijn die zou leiden tot oorlog. Conflicten binnen het shogunaat zelf leidden tot trage en inadequate reacties. Ashikaga Takauji werd benoemd tot commandant van de troepen van het shogunaat, die gemobiliseerd waren tegen de volgelingen van Go-Daigo; hoewel Ashikaga sterk werd gesteund door Takatoki, zou deze steun en dit vertrouwen misplaatst zijn. Ashikaga gebruikte de legers om de hoofdstad van het shogunaat te Kamakura aan te vallen en zijn eigen shogunaat te stichten, het Ashikaga-shogunaat.
Tijdens het beleg van Kamakura in 1333 pleegde Takatoki zelfmoord samen met een groot deel van de Hojo-clan. Hiermee kwam een einde aan het door de Hojo geregeerde kamakura-shogunaat.